# Bộ xương tế bào

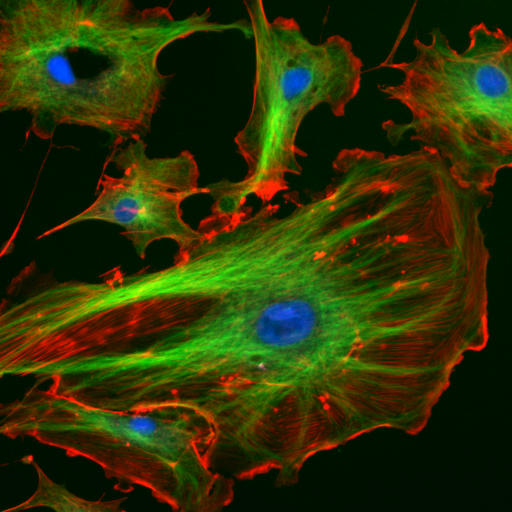
Bộ Xương của tế bào nhân chuẩn. Sợi Actin có màu đỏ, ống vi thể màu xanh lá, và nhân có màu xanh dương.

Bộ xương tế bào, bộ khung nâng đỡ của tế bào, cũng như mọi bào quan khác, nó nằm trong tế bào chất. Nó có trong mọi tế bào nhân chuẩn (tế bào eukaryotic) và những nghiên cứu gần đây còn cho thấy nó có trong các tế bào chưa có nhân chuẩn nữa (tế bào prokaryotic). Bộ xương tế bào là một cấu trúc vững chắc, giúp duy trì hình dạng của tế bào, bảo vệ tế bào và giúp tế bào di động (các cấu trúc lông và roi). Ngoài ra, nó còn có vai trò quan trọng không những trong sự vận chuyển bên trong tế bào (lấy ví dụ như các chuyển động của các túi màng và các bào quan) mà còn trong sự phân chia tế bào. Đây là một cấu trúc giống như bộ xương động vật và nổi trong tế bào chất.

## Bộ xương của tế bào nhân chuẩn (tế bào Eukaryotic)
Bộ xương giúp nâng đỡ cấu trúc và hình dạng của tế bào bao gồm ba loại sợi chính.

### Các sợi Actin
Actin là một phân tử polypeptit, cuộn khúc thành hình cầu. Đường kính khoảng 7 nm, loại sợi này bao gồm 2 chuỗi các phân tử actin xoắn quanh nhau. 
Các phân tử actin được trùng hợp nhanh chóng khi tế bào cần và ngược lại thì sẽ giải thể.
Chúng nằm ngay dưới màng tế bào, bởi vì chúng giúp nâng đỡ hình dạng tế bào (sợi actin tạo thành các bó liên kết chéo), hình thành những chỗ lồi tế bào chất (như các vi mao chẳng hạn) và tham gia vào sự di truyền tính trạng. Cùng với myosin, chúng cũng tham gia vào hoạt động co cơ.
Sự di động kiểu Amip, hiện tượng thực bào, sự di động của các tế bào nuôi cấy nhờ các gai nhỏ cũng phụ thuộc vào hoạt động của các sợi Actin nằm ngay dưới màng tế bào.

### Các sợi trung gian

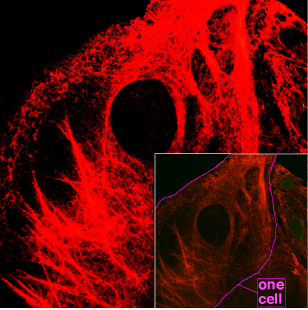
Hình từ kính hiển vi của sợi keratin bên trong tế bào.

Các sợi trung gian là các protein hình sợi, thông thường gồm 3 chuỗi polypeptit hình sợi với kích thước khác nhau.
Những sợi này có đường kính từ 8 đến 11 nanomét và bền hơn các sợi actin. Chúng tổ chức các cấu trúc không gian 3 chiều bên trong tế bào (ví dụ như chúng có trong thành phần cấu trúc của màng nhân).
Có nhiều loại sợi trung gian khác nhau:
- Tạo thành từ vimentin: thường thấy ở các cấu trúc nâng đỡ tế bào.
- Tạo thành từ keratin: tìm thấy trong các tế bào da, lông, tóc.
- Sợi thần kinh: trong các tế bào thần kinh.
- Tạo thành từ lamin: cấu trúc nâng đỡ màng nhân.

### Các ống vi thể
Đó là những ống rỗng hình trụ, đường kính khoảng 25 nm, được quấn quanh bởi 13 sợi nguyên (là các chuỗi polypeptit hình cầu, là sản phẩm nhị hợp của anpha và beta tubulin. Chúng có những biểu hiện rất hoạt tính như gắn GPT cho quá trình polymer hoá. Chúng được tổ chức bởi trung thể.
Nhiệm vụ chính:

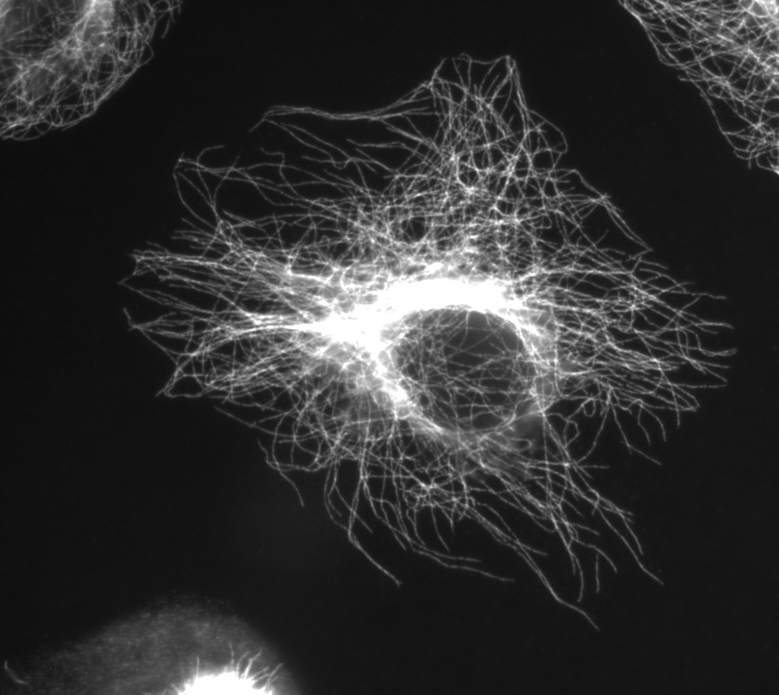

- Vận chuyển bên trong tế bào (liên kết với dynein và kinesin, chúng vận chuyển các bào quan như ti thể hay các túi màng).
- Sự vận động của lông và roi (nhờ sự trượt lên nhau của các ống vi thể).
- Cấu tạo nên thoi vô sắc.
- Tạo nên lớp màng bảo vệ ở tế bào thực vật.

## Bộ xương của tế bào chưa có nhân chuẩn (tế bào Prokaryotic)
Bộ xương trước đây thường được nghĩ chỉ có ở tế bào nhân chuẩn, nay cũng được tìm thấy ở tế bào chưa có nhân chuẩn. Mặc dù có mối quan hệ tiến hoá khác xa nhau, sự giống nhau trong cấu trúc 3 chiều cung cấp 1 bằng chứng thuyết phục là bộ xương của 2 loạt tế bào này thật sự tương đồng.
Các loại protein chính được tìm thấy trong bộ xương tế bào: FtsZ, MreB và ParM, Crescentin.